# Lake of Fire (bài hát)
Lake of Fire là bài hát của ban nhạc Alternative rock Mỹ có tên là Meat Puppets. Bài hát có trong album làm năm 1983 của họ, album Meat Puppets II.

## Phiên bản khác
Một phiên bản khác có trong album năm 1994 của Meat Puppets là album Too High to Die.

## Bản cover
Bài hát đã được ban nhạc grunge Nirvana thực hiện trong buổi biểu diễn trong chương trình MTV Unplugged năm 1993. Phiên bản này cũng có trong album làm năm 1994 MTV Unplugged in New York của ban nhạc.